# Partie tympanique de l'os temporal
La partie tympanique de l'os temporal est une plaque osseuse incurvée située sous l'écaille de l'os temporal, devant l'apophyse mastoïdienne et entourant le conduit auditif externe.

## Description
La partie tympanique de l'os temporal est en forme d'une gouttière transversale soudée à l'écaille et à la partie pétreuse de l'os temporal.
À l'intérieur, la partie tympanique est fusionnée avec la partie pétreuse.
En arrière, elle se confond avec l'écaille et avec la portion mastoïdienne. Elle forme la limite antérieure de la fissure tympano-mastoïdienne.
Dans sa partie inférieure, elle émet un prolongement qui engaine la partie latérale de la base du processus styloïde : le processus vaginal styloïdien (ou  apophyse vaginale de la partie tympanale de l’os temporal).

### Surfaces
Sa surface postéro-supérieure est concave et forme la paroi antérieure, le plancher et une partie de la paroi postérieure du conduit auditif osseux. La surface est marquée par le sillon tympanique dans lequel s’insère le tympan.
Sa surface antéro-inférieure est quadrilatère et légèrement concave. Elle constitue la limite postérieure de la fosse mandibulaire, et est en contact avec la partie rétro-mandibulaire de la glande parotide.

### Bords
Son bord latéral est libre et rugueux, et donne attache à la partie cartilagineuse du conduit auditif externe formant ensemble le méat acoustique externe.
Son bord supérieur forme la limite médiale de la fissure pétro-tympanique.

## Embryologie
La partie tympanique de l'os temporal vient de l'évolution de l'anneau tympanique du nouveau-né.

## Anatomie comparée
Chez tous les primates existants et éteints, y compris les humains, la bulle auditive est formée par l'os pétreux (la partie pétreuse de l'os temporal). Il s'agit d'un trait diagnostique qui peut être utilisé pour distinguer les primates, y compris les anthropoïdes, les tarsiers, les lémuriens et les loris, de tous les autres mammifères.
Il provient de l'os tympanal qui chez certains mammifères reste séparé tout au long de la vie.
Au cours de l'évolution, une partie de celui-ci est dérivée de l'os angulaire de la mâchoire inférieure reptilienne.

## Galerie

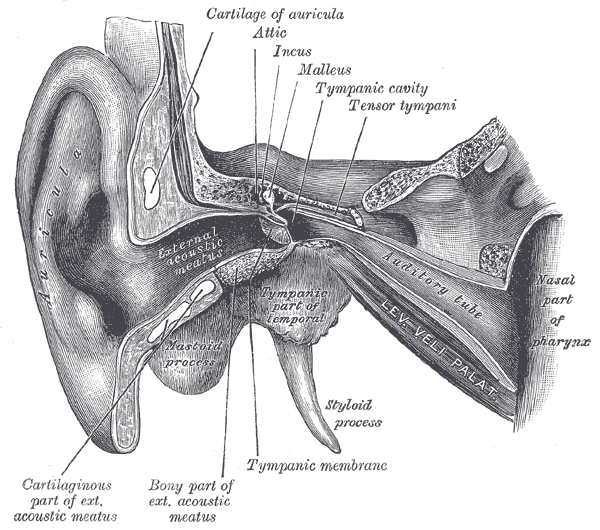
Oreille externe et moyenne, ouverte de face. Côté droit.